# Cavall menorquí

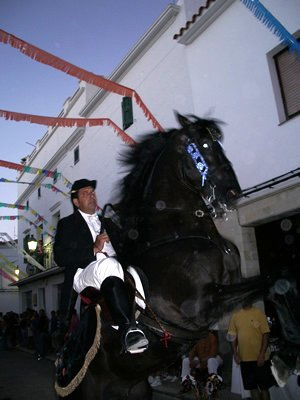
Cavall menorquí en un jaleo

El cavall menorquí és la raça de cavall pròpia de Menorca.
És una raça molt antiga preservada al llarg dels segles. Té el seu origen en els cavalls meridionals de la península Ibèrica. És un parent estret del cavall mallorquí i del cavall català, aquest últim ja extint.
Mai no ha estat en perill real d'extinció, ja que fa set-cents anys que es fan servir en les festes tradicionals de Sant Joan i, més recentment, en les festes de les altres vil·les menorquines, i per aquest motiu mantinguts a pesar que es deixessin de fer servir en el camp. És una raça que sempre ha estat apreciada tant per al camp com per a l'equitació. Va ser reconegut com a raça el 1988 per la Jefatura de Cria Caballar del Ministeri de Defensa.
Degut a la popularitat de les festes en què es fan servir n'ha augmentat molt la demanda externa i els seus posseïdors es dediquen molt a la venda de cries. És una raça que sempre ha estat apreciada, ja sigui per al camp com per a l'equitació. Actualment, el seu Llibre genealògic i el seu Programa de Conservació i Millora oficials es troben gestionats per l'Associació de Criadors i Propietaris de Cavalls de Raça Menorquina, existint comptabilitzats més de 3.000 exemplars i la xifra va en augment cada any, amb una mitjana de 250 naixements anuals.
A causa de la popularitat de les Festes patronals de Menorca, en les quals els cavalls són els grans protagonistes, ha augmentat molt la demanda externa i els seus posseïdors es dediquen a la venda de poltres, tant a nivell insular com a l'estranger. França, Itàlia i els Països Baixos són els principals mercats externs. No obstant això, atès el caràcter insular de la raça i per tenir una àrea de distribució en principi molt restringida, els criadors del cavall menorquí pretenen enfocar la producció de més cavalls d'aquesta raça amb altres fins que no siguin l'exhibició en espectacles i en festes populars, que a més tenen una demanda limitada. És per això que actualment la raça s'està enfocant a altres finalitats similars, destacant particularment la seva participació en esdeveniments esportius de Doma clàssica i Doma menorquina. Actualment la raça està seleccionada per obtenir cavalls sempre de capa negra, de major alçada a l'original, unes qualitats de conformació i funcionalitat adequades per destacar en els esdeveniments en els quals participin.

## Característiques
El cavall menorquí també té un creuament amb el cavall de pura sang britànic, ja que per aquesta raó el cavall pot adoptar aquest posat galant. Destaca per les següents característiques:
- Caràcter tranquil i obedient.
- Color negre de la capa.
- Cua baixa de pèl llarg i fort.
- Tronc allargat.
- Orelles amb orientació divergent i mòbils, de mida mitjana.

a) Característiques Generals: Exemplars eumètrics, amb perfil subconvex a recte i mediolini, d'esvelta figura i "lluny de terra". D'extremitats fines i aploms correctes. Conformació forta i resistent. Les femelles són més estilitzades que els mascles, de cap i cos més allargats, amb el coll més fi i allargat, i la gropa més quadrada. L'alçada a la creu mínima en els mascles és d'1,54 metres i 1,51 m en les femelles.
b) Cap: De grandària mitjana, allargat, descarnat i de perfil subconvex a recte. Orelles de proporcions mitjanes, estretes i amb les puntes lleugerament convergents. Ulls negres, arrodonits, d'òrbites sortints i mirada viva. Narius oblics, amplis i d'ales discretament sortints. Musell quadrat i galtes d'arc obert.
c) Coll: De longitud mitjana amb tendència a ser allargat, moderadament musculat, suau arquejament de la vora superior i bona connexió, no profund, amb cap i tronc. Crinera abundant i de pèl fort.
d) Tronc: Allargat, de costellam discretament arquejat. Creu alta i llarga. Dors i llom de longitud mitjana i musculats, línia dorsolumbar recta i ascendent cap a les palometes. Gropa lleugerament inclinada i més llarga que ampla. Naixement de cua a sota. Pit proporcionat. Ventre recollit. Illades no gaire destacats.
e) Extremitats anteriors o toràciques: Altes i tots els seus radis llargs. Esquena llarga i obliqua amb trobades avançades. Braç allargat igual que l'avantbraç. Genoll eixut, ampli i alt. Canyes llargues. Quartilles de bona inclinació i adequada longitud. Cascos pigmentats, sòlids i de mida proporcionada.
f) Extremitats posteriors o pelvianes: Cuixa i natja lleugerament musculades, de grandària proporcionada al cos. Cama llarga. Sofraja àmplia, oberta, ampla en sentit antero-posterior. Les regions situades per sota de les articulacions tarsianes tindran les mateixes característiques que les indicades per a les seves homòlogues anteriors.
g) Caràcters faneròptics:  Capa negra, des de color de pega a atzabeja, uniforme. Són admeses petites marques blanques al cap (estrella i estel) i extremitats (principi de calçat i calçats baixos) amb criteris d'eliminació.
h) Caràcters fisiològics o funcionals: Són cavalls d'aires solts, regulars, compassats i cadenciosos amb extensions fàcils.
i) Caràcters psico-constitucionals: La raça Menorquina agrupa cavalls de sang calenta, nobles, de bon caràcter, comportament col·laborador i fàcil entrenament que asseguren excel·lents binomis.
j) Aptituds i prestacions: És un excel·lent cavall de sella que satisfà a tota mena de genets. Amb capacitat d'adaptar-se en diferents modalitats amb resultats satisfactoris per a la doma. Aptituds per als aires d'alta escola. També molt útil per enganxament lleuger.
k) Defectes desqualificants: Es consideren defectes desqualificants totes les capes diferents de la negra, l'alçada a la creu inferior a 1,54 m en els mascles i 1,51 m en les femelles, així com tots els defectes desqualificants específics d'aquesta espècie: presència de gat o gallet (coll vençut), criptorquídia i monorquídia no accidental.